# شهرستان لونگیوو
شهرستان لونگیوو (به لاتین: Longyou County) یک منطقهٔ مسکونی در چین است که در کوجاو واقع شده‌است. شهرستان لونگیوو ۱٬۱۴۳ کیلومتر مربع مساحت و ۴۰۳٬۱۰۰ نفر جمعیت دارد.